# Répartition géographique du néerlandais
 (juillet 2015).
Si vous disposez d'ouvrages ou d'articles de référence ou si vous connaissez des sites web de qualité traitant du thème abordé ici, merci de compléter l'article en donnant les références utiles à sa vérifiabilité et en les liant à la section « Notes et références ».
Le néerlandais s'est diffusé dans de nombreux pays, avec des statuts différents.

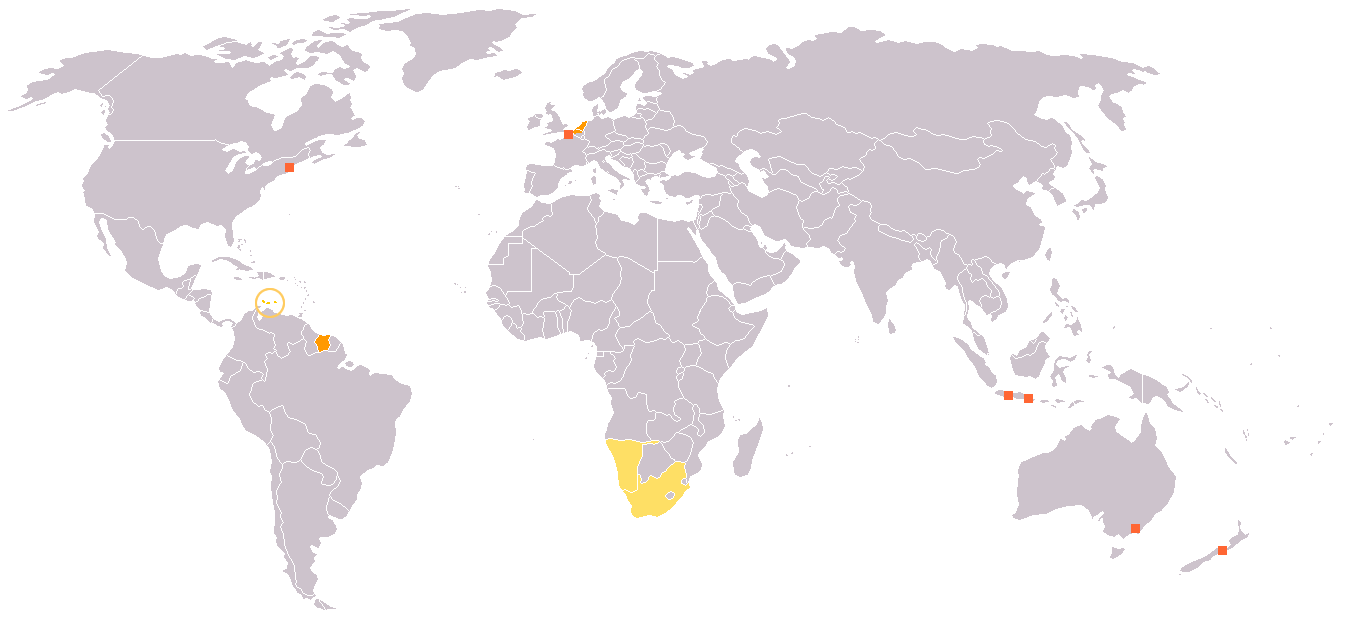
Diffusion du néerlandais dans le monde.
langue secondaire ou langue non officielle
langue maternelle
langue administrative
minorités néerlandophones

## Statut du néerlandais par territoire

### États où le néerlandais est langue officielle unique
- Pays-Bas (16 000 000 habitants)
- Suriname (300 000 habitants)

### États où le néerlandais est l’une des langues officielles
- Belgique (6 000 000 locuteurs)

### États où le néerlandais est utilisé
- Indonésie (30 000 locuteurs (seconde langue), 5 000 en langue maternelle) (1999)

- États-Unis (quelques milliers)
- Nouvelle-Zélande (15 000 locuteurs)

- Afrique du Sud (60 000 locuteurs), mais l'afrikaans, issu du néerlandais, est parlé par au moins 7 millions de locuteurs, et peut-être par 15 000 000 en seconde langue.[réf. nécessaire]
- Namibie (1 500 locuteurs, ainsi que 270 000 locuteurs de l'afrikaans, soit 11 % de la population en langue maternelle)
- Australie : de nombreux descendants de Néerlandais, Eurasiens et Métis, qui vivaient aux Indes néerlandaises, et qui ont quitté l'Indonésie entre 1945 et 1965, y vivent.
- Canada : données inconnues.